# Богуславка (Ізюмський район)
Богусла́вка — село в Україні, у Борівській селищній територіальній громаді Ізюмського району Харківської області. Населення становить 1156 осіб. До 2020 орган місцевого самоврядування — Богуславська сільська рада.

## Географія
Село Богуславка знаходиться на лівому березі Оскільського водосховища (річка Оскіл) в місці впадання в нього невеликої річки Лозова. Між селом і водосховищем розташований невеликий лісовий масив (сосна). Вище за течією розташоване село Загризове. Через село проходить залізниця (станція Імені Олега Крючкова). Селом проходить автомобільна дорога Р79.

## Історія
- 1785 — дата першої згадки про це поселення[1].
- Село постраждало внаслідок геноциду українського народу, проведеного урядом СССР в 1932—1933 роках, кількість встановлених жертв в Богуславці, Загризовому і Лозовій — 290 людей[2].
- 12 червня 2020 року, відповідно до Розпорядження Кабінету Міністрів України № 725-р «Про визначення адміністративних центрів та затвердження територій територіальних громад Харківської області», увійшло до складу Борівської селищної громади.[3]
- 19 липня 2020 року, в результаті адміністративно-територіальної реформи та ліквідації Борівського району, увійшло до складу Ізюмського району Харківської області[4]

## Населення

### Мова
Розподіл населення за рідною мовою за даними перепису 2001 року:
| Мова       | Кількість | Відсоток |
| ---------- | --------- | -------- |
| українська | 1265      | 95.11 %  |
| російська  | 64        | 4.81 %   |
| білоруська | 1         | 0.08 %   |
| Усього     | 1330      | 100 %    |

## Економіка
- В селі є молочно-товарна і птахо-товарна ферми.
- «ЗОРЯ», Агрофірма. Відгодівля великої рогатої худоби.
- «СЛАВУТИЧ», сільськогосподарське ТОВ.

## Постаті
- Сядристий Андрій Ігорович (1991—2023) — молодший лейтенант Національної гвардії України, учасник російсько-української війни. Герой України (посмертно).